# Ričardas Berankis
Ričardas Berankis (Vílnius, 21 de juny de 1990) és un tennista professional lituà.
En el seu palmarès hi ha un títol de dobles del circuit ATP. Forma part habitualment de l'equip lituà de Copa Davis, i fou el primer tennista d'aquest país en entrar al Top 50 del rànquing individual. En categoria júnior va guanyar el US Open 2007 superant a Jerzy Janowicz.

## Biografia
Fill de Jelena i Genadijus, té una germana més gran, Lina Berankyte-Astrauskiene, que també fou tennista i posteriorment entrenadora de tennis de la ITF.
Es va establir a Bradenton (Estats Units) per poder entrenar en millors condicions, però al cap d'uns anys va tornar a la seva ciutat natal de Vílnius. Durant uns any va competir amb el nom de Richard Berankis.

## Palmarès

### Individual: 2 (0−2)
| Llegenda                          |
| --------------------------------- |
| Grand Slams (0−0)                 |
| ATP Finals (0−0)                  |
| ATP World Tour Masters 1000 (0−0) |
| ATP World Tour 500 (0−0)          |
| ATP World Tour 250 (0−2)          |

| Títols per superfície |
| --------------------- |
| Dura (0−2)            |
| Gespa (0−0)           |
| Terra batuda (0−0)    |

| Resultat  | Núm. | Data                 | Torneig                   | Superfície | Oponent       | Marcador      |
| --------- | ---- | -------------------- | ------------------------- | ---------- | ------------- | ------------- |
| Finalista | 1.   | 29 de juliol de 2012 | Los Angeles, Estats Units | Dura       | Sam Querrey   | 0−6, 2−6      |
| Finalista | 2.   | 22 d'octubre de 2017 | Moscou, Rússia            | Dura (i)   | Damir Džumhur | 2−6, 6−1, 4−6 |

### Dobles masculins: 1 (1−0)
| Llegenda                          |
| --------------------------------- |
| Grand Slams (0−0)                 |
| ATP Finals (0−0)                  |
| ATP World Tour Masters 1000 (0−0) |
| ATP World Tour 500 (0−0)          |
| ATP World Tour 250 (1−0)          |

| Títols per superfície |
| --------------------- |
| Dura (0−0)            |
| Gespa (0−0)           |
| Terra batuda (1−0)    |

| Resultat  | Núm. | Data               | Torneig               | Superfície   | Parella             | Oponents                | Marcador |
| --------- | ---- | ------------------ | --------------------- | ------------ | ------------------- | ----------------------- | -------- |
| Guanyador | 1.   | 12 d'abril de 2015 | Houston, Estats Units | Terra batuda | Teymuraz Gabashvili | Treat Huey Scott Lipsky | 6−4, 6−4 |

## Trajectòria

### Individual
| Open d'Austràlia | A   | A           | A           | 3R          | Q2   | 3R          | 1R          | 2R          | 1R    | A           | 1R          | Q2          | 2R          | 2R    | 2R | 0 / 9     | 8 – 9     |
| Roland Garros | A   | A           | Q3          | A           | A    | 1R          | Q3          | 1R          | 1R    | 1R          | 1R          | 1R          | 2R          | 3R    | 1R | 0 / 9     | 3 – 9     |
| Wimbledon | A   | A           | 2R          | A           | Q1   | 1R          | Q3          | 2R          | 1R    | 1R          | 1R          | 2R          | NC          | 1R    | 2R | 0 / 9     | 4 – 9     |
| US Open | Q3  | A           | 2R          | Q2          | Q3   | 1R          | Q3          | 2R          | 2R    | 1R          | 1R          | 2R          | 3R          | 1R    |    | 0 / 9     | 6 – 9     |
| Jocs Olímpics | A   | No celebrat | No celebrat | No celebrat | A    | No celebrat | No celebrat | No celebrat | 1R    | No celebrat | No celebrat | No celebrat | No celebrat | A     | NC | 0 / 1     | 0 – 1     |
| Total Victòries−Derrotes                                                                                                   | 0−2 | 2−2         | 8−4         | 8−10        | 10−5 | 13−16       | 11−7        | 14−21       | 10−15 | 5−7         | 10−15       | 9−12        | 7−7         | 14−18 |    | 123 – 144 | 123 – 144 |
| Rànquing a final d'any | 459 | 324         | 87          | 125         | 114  | 131         | 86          | 85          | 92    | 136         | 117         | 66          | 69          | 104   |    |           |           |
| Llegenda: G: Guanyador; F: Finalista; SF: Semifinalista; QF: Quarts de final; Q: Qualificació; A: Absent; RR: Round Robin; |     |             |             |             |      |             |             |             |       |             |             |             |             |       |    |           |           |

## Guardons
- ITF Junior World Champion (2007)